# Ninos Gouriye
Ninos Gouriye est un footballeur néerlandais d’origine syrienne né le 4 janvier 1991 à Hengelo.

## Biographie
Ninos Gouriye commence sa carrière professionnelle à l'FC Twente, son club formateur. Il joue notamment deux matchs en Ligue Europa avec cette équipe.
En 2012, il est transféré à l'Heracles Almelo.

## Palmarès
- Championnat de Roumanie : 2016